# Лидийский алфавит
Лидийский алфавит использовался для записи лидийского языка. Буквы внешне напоминали греческие, однако сходство обманчиво — по-видимому, лидийский возник от финикийского алфавита параллельно с греческим.
Ранние лидийские тексты могли записываться в обоих направлениях — как слева направо, так и справа налево. Поздние тексты пишутся исключительно справа налево, один текст — бустрофедон. Слова отделяются друг от друга пробелами (в одном тексте вместо пробелов используются точки). Уникальная особенность лидийского письма — знак цитаты в виде треугольника.
Дешифрован в начале XX века группой исследователей благодаря наличию нескольких билингв. Наиболее весомый вклад внесли немцы Пауль Кале и Фердинанд Зоммер, итальянец Пьеро Мериджи.

## Перечень знаков
Лидийский алфавит тесно связан происхождением с прочими алфавитами Малой Азии, и в меньшей степени с греческим алфавитом. Он содержит 26 знаков. В отличие от карийского алфавита, где знак для звука f происходил от греческой Φ, лидийский знак для звука f имел форму 8, как в этрусском алфавите (данный знак, по-видимому, был заимствован из южноаравийского письма).
Лидийский алфавит и варианты его интерпретации:
| №  | Буква | Транслитерация | Интерпретация Мелчерта | Интерпретация Жерара |
| -- | ----- | -------------- | ---------------------- | -------------------- |
| 1  |       | a              | / a /                  | [ a ]                |
| 2  |       | b              | / p /                  | [ p ]                |
| 3  |       | g              | / k / / g /            | [ g ]                |
| 4  |       | d              | / ð /                  | [ ð ]?               |
| 5  |       | e              | / e /                  | [ eː ]               |
| 6  |       | v, w           | / v /                  | [ w ], [ v ]?        |
| 7  |       | i              | / i /                  | [ i ], [ e ]         |
| 8  |       | y              | / i /                  | [ i ]                |
| 9  |       | k              | / k /                  | [ k ], [ g ]         |
| 10 |       | l              | / l /                  | [ l ]                |
| 11 |       | m              | / m /                  | [ m ]                |
| 12 |       | n              | / n /                  | [ n ]                |
| 13 |       | o              | / o /                  | [ oː ]               |
| 14 |       | r              | / r /                  | [ r ]                |
| 15 |       | ś              | / s /                  | [ s ]                |
| 16 |       | t              | / t /                  | [ t ]                |
| 17 |       | u              | / u /                  | [ u ]                |
| 18 |       | f              | / f /                  | [ f ]                |
| 19 |       | q              | / kʷ /                 | [ kʷ ]? [ kw ]?      |
| 20 |       | s              | / ç /                  | [ ʃ ]?               |
| 21 |       | τ              | / t͡s /                 | [ t͡ʃ ]?              |
| 22 |       | ã              | / ãː /                 | [ ã ]?               |
| 23 |       | ẽ              | / ã /                  | [ ẽ ]?               |
| 24 |       | λ              | / ʎ /                  | [ ʎ ]                |
| 25 |       | ν              |                        | [ ⁿ ]?               |
| 26 |       | c              | / dz /                 | [ ts ]?              |

Кроме того, существовало два диграфа, aa и ii, которые считаются аллофонами a и i, причины неясны.

## Паралидийский алфавит
В древней Лидии также существовала сходная лидийской письменность, засвидетельствованная единственной надписью на камне из стены Сардской синагоги (Sardis Synagogue), именуемая по этой причине «паралидийской».

## Лидийский алфавит в Юникоде
Лидийский алфавит включен в версию 5.1 стандарта Юникод, диапазон U+10920 — U+1093F.